# Houilles
Houilles je severozahodno predmestje Pariza in občina v osrednjem francoskem departmaju Yvelines regije Île-de-France. Leta 1999 je naselje imelo 29.634 prebivalcev.

## Geografija
Naselje leži v osrednji Franciji na desnem bregu reke Sene 12 km vzhodno od Saint-Germain-en-Laye in 14 km severozahodno od središča Pariza.

## Administracija
Houilles je sedež istoimenskega kantona, v katerega je poleg njegove vključena še občina Carrières-sur-Seine z 41.671 prebivalci. Kanton je sestavni del okrožja Saint-Germain-en-Laye.

## Znamenitosti
- cerkev sv. Nikolaja iz 12. stoletja;

## Pobratena mesta
- Celorico de Basto (Portugalska),
- Chesham (Združeno kraljestvo),
- Friedrichsdorf (Nemčija),
- Schoelcher (Martinique, Francija).